# Richard Weiner (Perkussionist)
Richard Weiner (* 1940) ist ein US-amerikanischer Perkussionist und Musikpädagoge.
Weiner studierte Musik an der Temple University (Bachelor), der Indiana University (Master) und der Cleveland State University (Doktor). Seine wichtigsten Lehrer waren Charles Owen und George Gaber. Als erster Perkussionist erhielt er ein Performer’s Certificate der Indiana University. Er war 1962 Mitglied des Aspen Festival Orchestra und 1964 der Chautauqua Summer Symphony. 
1963 holte ihn George Szell zum Cleveland Orchestra, wo er ab 1968 der Perkussionssektion leitete. Zu seiner Verabschiedung 2011 erhielt er den Cleveland Orchestra Distinguished Service Award. In seiner fast fünfzigjährigen Laufbahn trat er unter Dirigenten wie Pierre Boulez, Lorin Maazel, Christoph von Dohnányi, Franz Welser-Möst und Wladimir
Aschkenasi auf. 
Er unterrichtete an der Settlement Music School of Philadelphia, am Combs College of Music, der Philadelphia Musical Academy, beim Philadelphia Board of Education und am Oberlin College und gab Perkussionskurse am National Orchestra Institute, bei der Percussive Arts Society (PASIC) und der New World Symphony.